# Theridion brunellii
Theridion brunellii là một loài nhện trong họ Theridiidae.
Loài này thuộc chi Theridion. Theridion brunellii được Lodovico di Caporiacco miêu tả năm 1940.